# Stephen Keene
Stephen Keene (* etwa 1640 in der Grafschaft Oxfordshire; † nach 1719) war ein englischer Instrumentenbauer. Er fertigte in seiner Werkstatt in London Cembali, Spinette und Virginale. Zudem entstammten seiner Werkstatt viele Schüler, die später selbst als bedeutende Instrumentenbauer tätig waren, so z. B. Abraham Richardson, Robert Smith, John Harris, Leonard Dutton, Richard Vesey, Edward Blunt, Thomas Barton und Charles Brackley. Er wurde im Jahr 1662 Mitglied der Gilde Worshipful Company of Joiners and Ceilers und war von 1704 bis 1705 deren Meister.

## Erhaltene Instrumente
- Virginal 1668 im Besitz der Russell Collection[2]
- Spinett 1685 im Besitz des Royal College of Music[3]
- Spinett um 1700 im Besitz der National Gallery of Victoria[4]